# Ibotirama (kommun)
Ibotirama är en kommun i Brasilien.   Den ligger i delstaten Bahia, i den östra delen av landet, 700 km nordost om huvudstaden Brasília. Antalet invånare är 25 422.
Följande samhällen finns i Ibotirama:
- Ibotirama

Omgivningarna runt Ibotirama är huvudsakligen savann. Runt Ibotirama är det ganska glesbefolkat, med 24 invånare per kvadratkilometer.